# Clistopyga sauberi
Clistopyga sauberi är en stekelart som beskrevs av Brauns 1898. Clistopyga sauberi ingår i släktet Clistopyga och familjen brokparasitsteklar. Arten är reproducerande i Sverige. Inga underarter finns listade i Catalogue of Life.